# Pechipogo cinerea
Pechipogo cinerea là một loài bướm đêm trong họ Noctuidae.